# Restrepia dodsonii
Restrepia dodsonii é uma espécie de orquídea (Orchidaceae) originária dos Andes.